# Агия Кирияки (дем Ситония)
Агия Кириаки (на гръцки: Αγία Κυριακή) е курортно селище в Северна Гърция, на полуостров Ситония. Селото е част от дем Ситония на област Централна Македония и според преброяването от 2001 година има 4 жители. Разположено е на югоизточния бряг на Торонийския залив, южно от Неос Мармарас и Порто Карас.